# Bridž
Ugovorni bridž, ili jednostavno bridž, je kartaška igra sa trikovima u kojoj se koristi standardni špil sa 52 karte. U svom osnovnom formatu, u ovoj igri učestvuju četiri igrača u dva konkurentska partnerstva, sa partnerima koji sede nasuprot jedan drugog oko stola. Milioni ljudi igraju bridž širom sveta u klubovima, na takmičenjima, onlajn i sa prijateljima kod kuće, što ga čini jednom od najpopularnijih igara sa kartama, posebno među starijim osobama. Svetska bridž federacija (WBF) je upravno telo za međunarodni takmičarski bridž, a postoji i niz drugih upravnih tela na regionalnom nivou.
U bridžu deljitelj deli karte po jednu u smeru kretanja kazaljke na satu dok ne podeli sve karte. Igra je podeljena u dva dela: licitacija (izbor boje i broja osvojenih štihova) i odigravanje (realizacija dogovorenog kontrakta). Odnos izlicitiranog i napravljenog kontakta je osnov za izračunavanje rezultata i dobivanje nagradnih poena.
Jačina karata (od najjače do najslabije) je: as (A), kralj (K), dama (Q), žandar (J), 10, 9, 8, 7, 6, 5, 4, 3, 2. Jačina boja (od niže ka višoj): tref, karo, herc, pik, NT (igra bez adutske boje).

## Vrednovanje listova
Pre licitacije potrebno je izračunati trenutnu vrednost „lista” (onih 13 karata koje se drže u ruci). Poenska vrednost lista dobija se sumiranjem „honerskih” poena (Hp: as (4HP), kralj (3HP), dama (2HP), žandar (1HP)) i „distiributivnih” poena (Dp).

## Licitacija
Nakon ispunjenja uslova „otvora” počinje se s licitacijom, koju započinje delitelj, a nakon njega redom igrači s njegove leve strane. Licitira se od 1 do 7 tj. počinje se od 7 do osvojenih 13 štihova. Prvih šest štihova se ne računa. Npr. ako su izlicitirana dva herca, tada se mora u toj boji, kao adutskoj, osvojiti najmanje 8 štihova (6 obveznih i 2 licitirana). Ako se ne želi da se licitira, kaže se pass, a ako se ima odlična lista koja može oboriti protivnički kontrakt daje se kontra. Kontraktom se naziva licitacijom utvrđen nivo i adutska boja (ili NT).
Nakon otvora svaki sledeći licit mora biti veći od prethodnog. Recimo, nakon licitacije jednog herca može se licitirati jedan pik ili jedan NT, ali ne i jedan tref ili jedan karo, jer su to boje slabije jačine. Ako se želi licitirati u te dve boje, mora se licitirati dva ili više trefova ili karona. Licitacija je završena kad nakon poslednje licitacije preostala tri igrača pasiraju.

### Osnovni principi i pravila licitacije
Osnovni preduslov za dobro igranje bridža je pravilna licitacija. Tokom jednog deljenja svaki put kad se licitira, prenosi se partneru neka poruku ili opisuje svoj list. Ako se ne pridržava dogovora, partneru se može krivo opisati snaga sopstvenog lista i distribucija (raspored karata po bojama) što može dovesti do preniskog ili previsokog kontrakta, što pogoduje protivnicima.

### Zajednički principi u licitaciji
- pronaći fit (zajednička boja s partnerom), prvenstveno zlatni fit (u majoru)
- nikad ne ponoviti boju sa samo 4 karte, jer bi svako ponovno javljanje iste boje značilo jednu kartu više u listu u toj boji
- ponavljanje boje bez skoka označava slab list
- svako javljanje nove boje od strane otvaračevog partnera predstavlja forsing. Otvarač mora barem još jednom da licitira i da pokaže snagu i distribuciju. Na primer: otvarač - 1 herc, partner - 1 NT, otvarač - 2 pika. Otvarač je licitirao višu boju od otvorene na višem nivou. Da je želio da pokaže druge boje i jačinu, licitirao bi sa skokom.

## Igra
Nakon što je licitacijom odabrana visina kontrakta i adutska boja (ili bez adutske igre NT), može se početi s odigravanjem. Početni napad, odigravanje prve karte pripada protivničkom igraču s leve strane onoga koji je prvi licitirao. Kada je odigrana prva karta, partner izvođača (onoga koji je prvi licitirao), postaje „mrtvac” - svoje karte polaže na sto kako bi ih svi mogli videti. Odluku o tome koju će kartu odigrati prepušta izvođaču, a njegov jedini zadatak je odigravanje karte po nalogu partnera koji uvidom u svoje i partnerove karte mora pronaći najbolji način ostvarivanja kontrakta.
Odigranu boju svaki igrač mora poštovati, bez obzira bila vrednost karte manja ili veća od odigrane. Ako u listu nema odigrane boje, može se mada ne mora seći adutom. Ova se situacija često iskorištava kako bi se odbacile loše karte u drugim bojama. Ako ni jedan od partnera nema karata u odigranoj boji, jedan će je seći a drugi odbaciti lošu kartu. Nakon odigravanja svakog od 13 štihova igrači svoje karte ne bacaju u sredinu nego ih ostavljaju ispred sebe. Ako par ima vodeći štih, okreće se karta licem prema dole okomito, a ako je protivnički okreće s vodoravno, u smeru protivnika. Štihovi se slažu tako da u svakom trenutku mogu izbrojiti osvojeni štihovi i izračunati koliko je još potrebno da bi se ostvario kontrakt ili oborili protivnici.

## Izračunavanje štihova i nagradni bodovi
Vrednost štiha u bodovima zavisi od boje. Postoje minorske, slabije boje (tref i kare) i majorske, jače boje (herc i pik). Vrednuju se štihovi (bez obveznih prvih šest štihova) ovako:
- NT - 1 (40), 2 (70), 3 (100), 4 (130), 5 (160), 6 (190), 7 (220).
- Majorske boje - 1 (30), 2 (60), 3 (90), 4 (120), 5 (150), 6 (180), 7 (210).
- Minorske boje - 1 (20), 2 (40), 3 (60), 4 (80), 5 (100), 6 (120), 7 (140).

Kontrakti štihovne vrednosti manje od 100 zovu se parcijalni kontrakti ili parcijalci (npr. 2 NT ili 3 srca/pika). Za uspešno odigrani parcijalni kontrakt dobije se 50 bodova bez obzira na manšu u kojoj se par nalazi. Manša označava ranjivost para. Ako je par u prvoj manši (zelenoj), nagrade i penali su manji nego kad je u drugoj manši (crvenoj). Manše se rotiraju tako da postoji svih 16 kombinacija odnosa manši i delitelja.
Posebni nagradni poeni dobivaju se za uspešno odigrane i izlicitirane kontrakte - manšu i slem. Manšu će se napraviti ako se licitira najmanje: 3 NT, 4 u majoru ili 5 u minoru, te ako je vrednost kontrakta najmanje 100 bodova (do tih se bodova može doći i kontrom. Da bi se zaradili nagradni bodovi za slem, potrebno je za mali slem licitirati do nivoa 6, a za veliki 7, tj. imati svih 13 štihova. Odluka o tome hoće li se licitirati manša/slem zavisi od procene.

### Nagradni bodovi u I i II manši
- parcijalni kontrakt 50/50
- manša 300/500
- mali slem 500/750
- veliki slem 1000/1500
- kontrakt napravljen pod kontrom 50/50
- kontrakt napravljen pod rekontrom 50/50 (dodaje se na 50/50 nagradnih za kontru)
- svaki prekoštih pod kontrom 100/200
- svaki prekoštih pod rekontrom 200/400

Nagradni bodovi računaju se samo ako je kontrakt izlicitiran i napravljen. Nagradni bodovi mogu biti ili za parcijalni kontrakt ili za manšu, ali kad se izlicitira i napravi slem, dobiva se nagrada i za manšu i za slem. Parcijalni kontrakt kada se kontrira može završiti u manši (npr. 2 herca kontrirano donosi 120 bodova za čega je predviđena nagrada za manšu.

### Primeri obračuna bodova
Kontrakt 2 herca x (kontrirano) I manša
napravljeno 9 štihova (1 prekoštih)
(2 x 30) x 2 + 100 + 50 + 300 = 570 (II zona = 870)
2 trefa x II zona napravljen kontrakt (8 štihova)
(2 x 20) x 2 + 50 + 50 = 180

### Kazneni bodovi
U bridžu nema negativnih bodova nego se kazneni bodovi jednostavno pripisuju protivničkoj strani. Ako par ostvari manje štihova nego što je po kontraktu bio obavezan, smatra se da je pao. Pad se meri brojem štihova koje par nije ostvario. Tako se kaže da je par pao jednom (-1), ako je npr. licitirao dva herca, a ostvario samo 7 štihova. Dva puta bi pao da je napravio 6 štihova, jer je osvojeno dva štiha nanje od rečenoga.
Za svaki nenapravljeni štih obračunavaju se kazneni bodovi:
- za svaki nekontrirani pad: 50 (I manša), 100 (II manša)
- za prvi pad pod kontrom (-1): 100 (I manša), 200 (II manša)
- za drugi i treći pad pod kontrom: 200 (I manša), 300 (II manša)
- za 4. i svaki sledeći pad: 300 (I i II manša)
- padovi pod rekontrom se računaju dvostruko od pada pod kontrom

## Napomene
1. ↑  U igrama lice-u-lice, podesna veličina stola je kvadratni sa 32—40 in (80—100 cm)[2][3] ili okrugli slične veličine, tako da svaki igrač može da dosegne sredinu stola tokom igre karti. U onlajn kompjuterskoj igri, igrači iz bilo kog dela sveta sede za virtualnim stolom.

## Literatura
- American Contract Bridge League (2016). „Laws of Duplicate Bridge” (PDF). Horn Lake, MS.
- American Contract Bridge League (2014). „Laws of Rubber Bridge” (PDF). Horn Lake, MS.
- Gibson, Walter B. (1974). Hoyle's Modern Encyclopedia of Card Games: Rules of All the Basic Games and Popular Variations. Garden City, NY: Dolphin Books. ISBN 978-0385076807.
- Kantar, Eddie (2012). Bridge for Dummies (3rd изд.). John Wiley & Sons. ISBN 978-1-118-24083-0.
- Bourke, Tim; Sugden, John (2010). An Annotated Bibliography of Bridge Books in English 1886-2010. Cheltenham, England: Bridge Book Buffs. стр. vii. ISBN 978-0-9566576-0-2.
- Hoyle, Edmond (1743). A Short Treatise on the Game of Whist: Containing the Laws of the Game and also Some Rules... Bath, London: W. Webster.
- Hoyle, Edmond (1761). Mr. Hoyle's Games of Whist, Quadrille, Piquet, Chess and Backgammon Complete. Thomas Osborne, Stanley Crowder and Richard Baldwin (London), 12th Edition, 214 pages.
- Payne, William (c. 1770). Maxims for Playing the Game of Whist, with all Necessary Calculations; and the Laws of the Game. T. Payne & Sons (London).
- Mattews, Thomas (1804). Advice to the Young Whist Player: Containing Most of the Maxims of the Old School with Author's Observation on Those He Thinks Erroneous... Various editions to 1828. W. Meyler and Son (Bath), 4th Edition, 1810.
- Cavendish, Henry Jones (1862). The Laws and Principles of Whist Stated and Explained and its Practice Illustrated on an Original System by Means of Hands Played Completely Through. (Spine title: Cavendish on Whist). Thos. De La Rue & Co. (London), 1st Edition.
- Baldwin, J. L.; Clay, James (1864). The Laws of Short Whist and a Treatise on the Game (Spine title: Short Whist). Harrison (London).
- Pole, William (1871). Quarterly Review.
- Pole, William (1874). The Theory of the Modern Scientific Game of Whist... (Cover and spine title: Pole on Whist). Longmans, Green, and Co. (London), 7th Edition, 1874, 112 pages.
- Jones, Henry (1883). Whist Developments. Thos. De La Rue & Co. (London).
- Pole, William (1884). The Philosophy of Whist. Thos. De La Rue & Co. (London).
- Foster, R. F. (1890). Foster's Whist Manual. Mudie and Sons (London), 1st Edition.
- Coffin, Charles Emmet (1893). The Gist of Whist. J. Selwin Tait & Sons.
- Hamilton, C.D.P. (1894). Modern Scientific Whist. Brentano's (New York).
- Pole, William (1895). The Evolution of Whist. Longmans, Green, and Co. (New York, London).
- Doe, John (George Cavendish Benedict) (1900). The Bridge Manual. Mudie and Sons, (London).
- Melrose, C.J. (1901). Bridge Whist. Charles Scribner's Sons, (New York).
- Elwell, Joseph B. (1902). Bridge: Its Principles and Rules of Play (Cover and spine title: Elwell on Bridge). Charles Scribner's Sons (New York).
- Elwell, Joseph B. (1904). Advanced Bridge: The Higher Principles of the Game Analysed and Explained, and Their Application Illustrated, by Hands Taken from Actual Play (Cover and spine title: Elwell's Advanced Bridge). George Newnes, (London), 277 pages / Charles Scribner's Sons (New York), 277 pages.
- Pole, William (1905). Whist. George Bell & Sons (London, New York).
- Ames, Fisher (1906). The Game of Bridge. Little, Brown and Company (Boston).
- Valet de Pique (1912). Bridge and Auction Bridge. Eveleigh Nash, (London).
- Bergholt, Ernest (c. 1915). Royal Auction Bridge. George Routledge & Sons, (London).

## Spoljašnje veze
- Američka bridž liga
- Engleski bridž savez
- Hrvatski bridž savez
- Hrvatski bridž
- Bridž savez Srbije
- BHBridge savez